# 2173 Maresjev
Maresjev (asteróide 2173) é um asteróide da cintura principal, a 2,7686345 UA. Possui uma excentricidade de 0,1179502 e um período orbital de 2 031,21 dias (5,56 anos).
Maresjev tem uma velocidade orbital média de 16,81150031 km/s e uma inclinação de 14,40749º.
Esse asteróide foi descoberto em 22 de Agosto de 1974 por Lyudmila Zhuravlyova.